# 第69师团 (日本陆军)
第69师团（だいろくじゅうきゅうしだん）是大日本帝國陸軍师团之一。

## 沿革
大日本帝国陆军第69师团是太平洋战争開战後由驻扎在中國的独立混成旅团改編而成，是以负责占領地的警備和治安为目的而編成的治安师团之一。1942年（昭和17年）2月以独立混成第16旅团为基础组件而成。独立混成第16旅团在1940年（昭和15年）负责接管第108师团復員時的人員和装備，由弘前師管区负责其部队的后援和补给作业。
第69师团編成後划归第1軍所属，接管其前身独立混成第16旅团的任務，继续进行山西省中西部的警備和治安維持任务。
师团的編制，主要是两支分别由4个独立步兵大隊组成的步兵旅（甲种师团的步兵旅团由2個联队構成）构成，火炮力欠缺而定为丙师团。后期配备师团砲兵隊。
1943年（昭和18年）春に大行，同年秋参加大岳各场作战。1944年（昭和19年）3月，前往運城地区，同年6月，加入霊宝会战。1944年（昭和19年）5月起参加大陸打通作战中的豫湘桂会战。大陸打通作战结束后，为了強化上海方面的防備，于1945年（昭和20年）6月移动至上海近郊的嘉定强化当地防備，在该地迎来終战。

## 师团概要

### 歴代师团長
- 井上貞衛 中将：1942年4月1日 -
- 三浦忠次郎 中将：1943年10月1日 -

### 最終司令部構成
- 参謀長：山本良一大佐
  - 参謀：東富士雄少佐
- 高級副官：三明保真少佐

### 最終所属部隊
- 步兵第59旅团（弘前）：伊黑清吾少将
  - 独立步兵第82大隊：神保信彦中佐
  - 独立步兵第83大隊：佐藤茂之大尉
  - 独立步兵第84大隊：宮原九郎大尉
  - 独立步兵第85大隊：西村勘治中佐
- 步兵第60旅团（秋田）：国司憲太郎少将
  - 独立步兵第86大隊：加藤鉦雄少佐
  - 独立步兵第118大隊：赤星正太少佐
  - 独立步兵第119大隊：進藤荣次郎中佐
  - 独立步兵第120大隊：岡本一雄大尉
- 第69师团砲兵隊：内富佐市少佐
- 第69师团通信隊：難波一清少佐
- 第69师团工兵隊：田浦清治郎少佐
- 第69师团輜重隊：勝又繁雄中佐
- 第69师团野战医院：松嶋次郎少佐